# Milano-Torino 1963
La Milano-Torino 1963, quarantanovesima edizione della corsa, si svolse il 12 ottobre 1963 su un percorso di 249 km. La vittoria fu appannaggio dell'italiano Franco Cribiori, che completò il percorso in 6h21'58", precedendo i connazionali Carlo Chiappano e Giovanni Bettinelli.

## Ordine d'arrivo (Top 10)
| Pos. | Corridore           | Squadra              | Tempo    |
| ---- | ------------------- | -------------------- | -------- |
| 1    | Franco Cribiori     | Gazzola              | 6h21'58" |
| 2    | Carlo Chiappano     | Legnano              | a 7"     |
| 3    | Giovanni Bettinelli | Cité                 | a 8"     |
| 4    | Giorgio Zancanaro   | San Pellegrino Sport | a 1'13"  |
| 5    | Michele Dancelli    | Molteni              | a 1'59"  |
| 6    | Luigi Maserati      | Gazzola              | s.t.     |
| 7    | Renzo Fontona       | I.B.A.C.             | s.t.     |
| 8    | Mario Drago         | Carpano              | a 2'18"  |
| 9    | Walter Leto         | Cité                 | a 2'35"  |
| 10   | Vito Taccone        | Lygie                | s.t.     |